# Football Club Internazionale 1914-1915
Questa voce raccoglie le informazioni riguardanti il Football Club Internazionale nelle competizioni ufficiali della stagione 1914-1915.

## Vittorie e piazzamenti
L'Inter vince il girone E, gestito dal Comitato Regionale Lombardo, e vince anche il seguente girone D delle semifinali nazionali di Prima Categoria. Durante il girone finale nord il campionato fu sospeso per l'ingresso in guerra dell'Italia; dopodiché, terminato il conflitto, la FIGC nominò il Genoa campione d'Italia, congelando la classifica al momento della sospensione.

## Divise
| Prima divisa |

## Rosa
| N. |                    | Ruolo | Calciatore       |
| -- | ------------------ | ----- | ---------------- |
|    | Italia (bandiera)  | A     | Ermanno Aebi     |
|    | Italia (bandiera)  | C     | Emilio Agradi    |
|    | Italia (bandiera)  | A     | Giuseppe Asti    |
|    | Uruguay (bandiera) | A     | Giulio Bavastro  |
|    | Italia (bandiera)  | C     | Pietro Bianchi   |
|    | Italia (bandiera)  | P     | Carlo Binda      |
|    | Italia (bandiera)  | A     | Franco Bontadini |
|    | Italia (bandiera)  | P     | Piero Campelli   |
|    | Italia (bandiera)  | C     | Aldo Cevenini    |
|    | Italia (bandiera)  | A     | Luigi Cevenini   |
|    | Italia (bandiera)  | D     | Mario Cevenini   |

| N. |                     | Ruolo | Calciatore         |
| -- | ------------------- | ----- | ------------------ |
|    | Italia (bandiera)   | C     | Enrico Crotti      |
|    | Svizzera (bandiera) | D     | Oscar Engler       |
|    | Italia (bandiera)   | C     | Virgilio Fossati   |
|    | Italia (bandiera)   | D     | Carlo Maggi        |
|    | Italia (bandiera)   | D     | Giuseppe Monetti   |
|    | Italia (bandiera)   | D     | Mario Moretti      |
|    | Svizzera (bandiera) | D     | Alfred Peterly     |
|    | Italia (bandiera)   | D     | Giuseppe Rizzi     |
|    | Italia (bandiera)   | C     | Paolo Scheidler    |
|    | Italia (bandiera)   | D     | Edmondo Todeschini |
|    | Italia (bandiera)   | D     | Oreste Viganò      |

## Calciomercato
| Acquisti | Acquisti       | Acquisti          | Acquisti               |
| R.       | Nome           | da                | Modalità               |
| -------- | -------------- | ----------------- | ---------------------- |
| D        | Carlo Maggi    | Savoia Milano     | definitivo             |
| D        | Alfred Peterly | La Chaux-de-Fonds | definitivo             |
| C        | Emilio Agradi  | AC Milanese       | definitivo             |
| C        | Giuseppe Asti  | Minerva           | definitivo             |
| C        | Mario Cevenini | Brescia           | definitivo (a gennaio) |

| Cessioni | Cessioni          | Cessioni | Cessioni   |
| R.       | Nome              | da       | Modalità   |
| -------- | ----------------- | -------- | ---------- |
| P        | Ugo Chiesa        | Chiasso  | definitivo |
| D        | Enrico Brega      |          | svincolato |
| D        | Mario Cevenini    | Brescia  | definitivo |
| D        | Mario Corinaldesi |          | svincolato |
| C        | Ernest Peterly    | Brühl    | definitivo |
| A        | Achille Gama      |          | svincolato |
| C        | Ernesto Peyer     | Padova   | definitivo |

## Risultati

### Prima Categoria

#### Girone E

##### Girone di andata
| Arbitro: | Edoardo Pasteur I (Genova) |

|                              |           |                    |
| Albonico Niederhauser (rig.) | Marcatori | Agradi A. Cevenini |

| Arbitro: | Scamoni (Torino) |

|                                      |           |  |
| L. Cevenini Aebi Agradi Asti Fossati | Marcatori |  |

| Arbitro: | Portigliatti (Torino) |

|                              |           |  |
| L. Cevenini Aebi Asti Agradi | Marcatori |  |

| Arbitro: | Pedroni (Milano) |

|                           |           |                                              |
| Cavallini 21’ Dagradi 26’ | Marcatori | 47’ Aebi 55’ L. Cevenini 66’ Aebi 90’ Agradi |

| Arbitro: | Franziosi (Milano) |

|          |           |                              |
| Lombardi | Marcatori | Agradi L. Cevenini Scheidler |

##### Girone di ritorno
| Arbitro: | Scamoni (Torino) |

|                                             |           |  |
| L. Cevenini Agradi Scheidler Bontadini Aebi | Marcatori |  |

| Arbitro: | Resegotti (Milano) |

|           |           |                         |
| Forlivesi | Marcatori | Aebi L. Cevenini Agradi |

| Arbitro: | Pedroni (Milano) |

|  |           |                    |
|  | Marcatori | L. Cevenini Agradi |

| Arbitro: | Pedroni (Milano) |

|                                                 |           |           |
| Agradi L. Cevenini Asti Aebi Engler A. Cevenini | Marcatori | Cavallini |

| Arbitro: | Edoardo Pasteur I (Genova) |

|                                     |           |  |
| L. Cevenini Agradi Aebi A. Cevenini | Marcatori |  |

## Semifinali

### Girone D

#### Girone di andata
| Arbitro: | Masperi (Brescia) |

|                                          |           |  |
| L. Cevenini Agradi Asti Aebi A. Cevenini | Marcatori |  |

| Arbitro: | Borda (Torino) |

|          |           |  |
| Bagnasco | Marcatori |  |

| Arbitro: | Ed.Pasteur (Genova) |

|       |           |             |
| Balbo | Marcatori | Aebi Agradi |

#### Girone di ritorno
| Vicenza 21 febbraio 1915 | Vicenza             | 0 – 0 | Inter | \| Arbitro: \| Cavallini[4] (Venezia) \| |
| Arbitro:                 | Cavallini (Venezia) |       |       |                                          |

| Arbitro: | Bianchi (Milano) |

|                  |           |  |
| L. Cevenini Asti | Marcatori |  |

| Arbitro: | Laugeri (Torino) |

|                         |           |  |
| A. Cevenini Agradi Aebi | Marcatori |  |

## Girone finale

### Girone di andata
| Arbitro: | Ed.Pasteur (Genova) |

|                  |           |              |
| Tirone Arnaboldi | Marcatori | Asti Fossati |

| Arbitro: | Laugeri (Torino) |

|                                      |           |                                      |
| Santamaria 16’ 40’ 54’ 67’ Sardi 72’ | Marcatori | 14’ Crotti 27’ Bontadini Sconosciuto |

| Arbitro: | Scamoni (Torino) |

|                |           |                     |
| Agradi 1’ Aebi | Marcatori | 89’ (rig.) Ferrario |

### Girone di ritorno
| Arbitro: | Portigliatti (Torino) |

|                           |           |          |
| Agradi (rig.) A. Cevenini | Marcatori | F. Mosso |

| Arbitro: | Pedroni (Milano) |

|            |           |                                               |
| Agradi 60’ | Marcatori | 53’ (aut.) Binda 70’ Berardo 75’ A. Bergamino |

| 23 maggio 1915 | Milan | – | Inter |  |